# Томас Чеккон
Томас Чеккон (італ. Thomas Ceccon, 27 січня 2001) — італійський плавець.
Дворазовий призер Олімпійських ігор 2020 року.
Чемпіон світу з водних видів спорту 2022 року.
Призер Чемпіонату Європи з водних видів спорту 2020 року.
Призер Чемпіонату Європи з плавання на короткій воді 2019 року.

## Виступи на Олімпійських іграх
| Олімпіада  | Дисципліна                               | Місце |
| ---------- | ---------------------------------------- | ----- |
| Токіо 2020 | 100 м вільним стилем                     | 12    |
| Токіо 2020 | 100 м на спині                           | 4     |
| Токіо 2020 | 4×100 м вільним стилем                   | 2     |
| Токіо 2020 | 4×100 м комплексом                       | 3     |
| Токіо 2020 | змішана естафета 4x100 метрів комплексом | 4     |